# Верховье (Холм-Жирковский район)
Верхо́вье — деревня в Смоленской области России, в Холм-Жирковском районе. Расположена в северной части области в 30 км к западу от Холм-Жирковского, у автодороги Холм-Жирковский — Ярцево.
Население — 232 жителя (2007 год). Административный центр Томского сельского поселения.

## Достопримечательности
- Городище в 0,5 км восточнее деревни.
- В деревне располагается Музей-филиал боевой славы 166-й стрелковой дивизии и Вадинского партизанского края.
- 23 сентября 1983 года открыт памятник воинам-томичам и партизанам, погибшим в годы Великой Отечественной войны.[1]